# قرموط (جنس)
قرموط أو الصِّلَّوْر (الاسم العلمي Clarias)، جنس أسماك بحرية من فصيلة السلور المتنفس للهواء ورتبة السلوريات الشكل. واسم Clarias مشتق من الكلمة الإغريقية chlaros، ويعني حيوي أو نشط. في إشارة إلى قدرة الأسماك على العيش لفترة طويلة خارج الماء.